# Kaniehtiio Horn

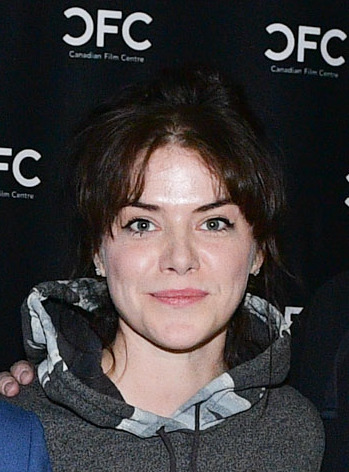
Kaniehtiio Horn

Kaniehtiio Horn, auch bekannt als Tiio Horn, (* 1986 in Notre-Dame-de-Grâce, Montreal, Québec) ist eine kanadische Schauspielerin.

## Leben und Karriere
Kaniehtiio Horn wurde 1986 in Notre-Dame-de-Grâce, Montreal in der kanadischen Provinz Québec geboren. Sie ist indianischer Abstammung, genauer gesagt eine Mohawk, und stammt aus dem Mohawk-Reservat Kahnawake. Ihre Mutter Kahn-Tineta Horn war Model und setzte sich politisch für die Rechte der Kahnawake First Nation ein. Ihr Vater, der deutscher und schottischer Abstammung ist, ist Rechtsanwalt. Horn hat sechs ältere Schwestern.1990, im Alter von vier Jahren, war Horn mit ihrer Schwester Waneek Horn-Miller und ihrer Mutter bei der Oka-Krise dabei. Ihre Schwester wurde dabei von einem Soldaten mit einem Bajonett an der Hüfte verletzt, während sie Horn auf dem Arm hielt. Ein Foto dieses Vorfalls wurde auf den Titelseiten der kanadischen Tageszeitungen veröffentlicht und wurde zum Symbol des Aufstands zwischen Mohawks und der kanadischen Regierung. Später wurde Waneek Horn-Miller trotz dieser Verletzung Co-Captain der Kanadischen Wasserballnationalmannschaft der Frauen bei den Olympischen Spielen 2000 in Sydney.
Schon früh beschloss Kaniehtiio, eine Karriere als Schauspielerin einzuschlagen. Sie interessierte sich auch für Schwimmen und Wasserball. Sie schloss 2005 ihr Studium der Theaterwissenschaften am Dawson College ab und wirkte danach in einigen Kurzfilmen mit. Kaniehtiio Horns erste größere Rolle war 2006 in der CBC-Mini-Serie Indian Summer: The Oka Crisis. 2007 war sie in dem Drama The Colony zu sehen, das auf dem Toronto Film Festival uraufgeführt wurde. Außerdem übernahm sie die Rolle der Evelyn in dem Thriller The Wild Hunt von Regisseur Alexandre Franchi. Für ihren Auftritt in dem Fernsehfilm Moccasin Flats: Redemption wurde sie für den Gemini Award nominiert. Von 2010 bis 2011 spielte sie als Monica Bellow in der CBC-Sitcom 18 to Life mit.

## Filmografie (Auswahl)
- 2006: Indian Summer: The Oka Crisis (Miniserie)
- 2007: Abducted: Fugitive for Love (Fernsehfilm)
- 2007: The Colony
- 2007: Too Young to Marry (Fernsehfilm)
- 2008: South of the Moon
- 2008: Moccasin Flats: Redemption (Fernsehfilm)
- 2008: The Terrorist Next Door (Fernsehfilm)
- 2008: Die Reise zum Mittelpunkt der Erde (Journey to the Center of the Earth)
- 2008: The Trotsky
- 2008: By the Rapids (Fernsehserie)
- 2009: Web of Lies (Fernsehfilm)
- 2009: The Wild Hunt
- 2009: Leslie, My Name Is Evil
- 2010: Mohawk Girls (Miniserie, Folge 1.01)
- 2010: Good Neighbours
- 2010–2011: 18 to Life (Fernsehserie, 25 Folgen)
- 2011: Being Human (Fernsehserie, Folge 1.06)
- 2012: On the Road – Unterwegs (On the Road)
- 2013–2015: Hemlock Grove (Fernsehserie, 27 Folgen)
- 2013–2014: Defiance (Fernsehserie, 6 Folgen)
- 2014: Supernatural (Fernsehserie, Folge 4.09)
- 2016–2018: The Man in the High Castle (Fernsehserie, 5 Folgen)
- 2016–2023: Letterkenny (Fernsehserie, 31 Folgen)
- 2017: Mohawk (Fernsehfilm)
- 2018: Death Wish
- 2018: The Hummingbird Project
- 2018: 22 Chaser
- 2018, 2020: Ghost BFF (Fernsehserie, 17 Folgen)
- 2019: Slasher (Fernsehserie, 4 Folgen)
- 2020: Barkskins – Aus hartem Holz (Barkskins, Fernsehserie, 8 Folgen)
- 2020: Possessor
- 2020: Sugar Daddy
- 2021: The Remnant (Horror Short Film)
- 2021, 2022: Reservation Dogs (Fernsehserie, 3 Folgen)
- 2022: Alice, Darling
- 2023: Pretty Hard Cases (Fernsehserie, 4 Folgen)
- 2023: Who’s Yer Father?
- 2024: Seeds
- seit 2024: Grimsburg (Fernsehserie, Stimme)